# Mureu Ule Titie
Mureu Ule Titie is een bestuurslaag in het regentschap Aceh Besar van de provincie Atjeh, Indonesië. Mureu Ule Titie telt 512 inwoners (volkstelling 2010).